# Gumpert Tornante
Der Gumpert Tornante ist ein Konzeptfahrzeug der Gumpert Sportwagenmanufaktur, das auf dem Genfer Auto-Salon 2011 vorgestellt wurde.
Das Konzeptfahrzeug sollte als Grundlage für ein weiteres Modell neben dem Apollo dienen. Dabei war noch offen, ob das Serienmodell auch den Namen Tornante getragen hätte. Im Gegensatz zum Apollo sollte der Tornante mehr Platz und Komfort bieten.
Der Produktionsstart war für 2012 geplant, die Entwicklung wurde jedoch eingestellt, nachdem nicht die gewünschte Kundenresonanz eingetreten war. Auf dem Genfer Auto-Salon gab Marketingchef Harald Schlegel bekannt, dass die Sportwagenmanufaktur plane, den Gumpert Tornante 2015 produzieren zu wollen. Jedoch wurde die Gumpert Sportwagenmanufaktur kurz darauf an einen Investor aus Asien verkauft, woraufhin eine Realisierung unwahrscheinlich geworden ist. 
Die Karosserie des Tornante wurde in Italien von Touring Superleggera entwickelt. Die Länge des Konzeptfahrzeuges beträgt 4480 mm. Das Gewicht des Serienmodells hätte 1300 kg betragen. Als Antrieb sollte der 4,2-Liter-Motor mit 700 PS aus dem Apollo dienen und den Tornante auf eine Geschwindigkeit von max. 310 km/h bringen. Zudem sollte das Fahrzeug innerhalb von 3,0 Sekunden auf 100 km/h beschleunigen. 